# Червено море (област)
Червено море (на арабски: البحر الأحم) е мухафаза в югоизточната част на Египет, разположена между река Нил и Червено море. Южните части на областта граничат със Судан. Административен център е град Хургада.